# Cynthia Lynn
Cynthia Lynn (* 2. April 1936 als Zinta Valda Ziemelis in Riga, Lettland; † 10. März 2014) war eine US-amerikanische Schauspielerin.

## Leben und Karriere
Cynthia Lynn wurde insbesondere bekannt durch ihre Rolle als ‘Fräulein Helga’ in der Fernsehserie Ein Käfig voller Helden, die sie in 24 Folgen verkörperte.
Darüber hinaus spielte sie Nebenrollen in Filmen, etwa in der Kinoproduktion Zwei erfolgreiche Verführer mit Marlon Brando und David Niven in den Hauptrollen, inszeniert von Regisseur Ralph Levy, und dem Fernsehfilm Gidget Grows Up (1969) unter der Regie von James Sheldon, sowie in einzelnen Folgen mehrerer Fernsehserien der 1960er und 1970er Jahre wie Surfside 6, The Eleventh Hour, Dr. Kildare, Immer wenn er Pillen nahm, Männerwirtschaft, Kobra, übernehmen Sie, Der Sechs-Millionen-Dollar-Mann sowie Harry O. Im Jahr 1975 trat sie als Schauspielerin letztmals in Erscheinung.

## Filmografie (Auswahl)
- 1962: Surfside 6 (Fernsehserie, 1 Episode)
- 1963: The Eleventh Hour (Fernsehserie, 1 Episode)
- 1963: Dr. Kildare (Fernsehserie, 1 Episode)
- 1964: Zwei erfolgreiche Verführer (Bedtime Story)
- 1965: Katy (Fernsehserie, 1 Episode)
- 1965–1971: Ein Käfig voller Helden (Hogan’s Heroes, Fernsehserie, 24 Episoden)
- 1967: Immer wenn er Pillen nahm (Mr. Terrific, Fernsehserie, 1 Episode)
- 1969: Gidget Grows Up (Fernsehfilm)
- 1970: Männerwirtschaft (The Odd Couple, Fernsehserie, 1 Episode)
- 1972: Kobra, übernehmen Sie (Mission: Impossible, Fernsehserie, 1 Episode)
- 1973: Love, American Style (Fernsehserie, 1 Episode)
- 1974: Der Sechs-Millionen-Dollar-Mann (The Six Million Dollar Man, Fernsehserie, 1 Episode)
- 1975: Harry O (Fernsehserie, 1 Episode)